# 獣道 (映画)
『獣道』（けものみち）は、2017年7月15日に公開された日本の青春映画。監督は内田英治。伊藤沙莉と須賀健太のダブル主演。カラー・94分。
実話をもとに親の愛情を受けずに育った少女が居場所を求めて転々としていくさまを描いている。地方都市特有の人間関係の難しさをからめながら、登場人物それぞれがそれぞれの居場所を追求していくことがテーマである。なお、主人公・愛衣のモデルとなった女性は本作品に出演している。

## あらすじ
愛衣（伊藤沙莉）はある地方都市に生まれた。母親が新興宗教にのめり込んでいたこともあり親のもとを離れて、新興宗教施設・不良グループ一家・平凡な中流家庭などを転々とするも、自分の居場所を見つけることはできなかったが、最終的には売れっ子のAV女優として成功する。

## キャスト
- 愛衣：伊藤沙莉
- 亮太：須賀健太
- アントニー（マテンロウ）
- 吉村界人
- でんでん
- 矢部太郎（カラテカ）
- 韓英恵
- 広田レオナ
- マシュー・チョジック
- 川上なな実
- 松本花奈
- 冨手麻妙
- 近藤芳正
- 毎熊克哉
- 日高七海
- 根矢涼香
- 大島葉子
- 松井薫平
- 塚本直毅（ラブレターズ）
- 水澤紳吾
- 森本のぶ
- 篠原篤
- 斉藤一平
- 川籠石駿平

## スタッフ
- 監督・脚本：内田英治
- プロデューサー：アダム・トレル
- coプロデューサー：藤井宏二、山口幹雄
- 撮影：伊藤麻樹
- 照明：尾下栄治
- 録音：甲斐田哲也
- 音楽：小野川浩幸
- ヘア&メイク：板垣美和
- 衣装：深野明美
- 編集：小美野昌史
- アシスタント・プロデューサー：田口梓
- カラコレ：Harris Charalambous
- 助監督：杉田満、松沢真実
- 撮影コーディネート：古屋永輔
- ダイビング指導：MOTOSUKO DIVE RESORT/BUBBLE RING
- アソシエイト・プロデューサー：岡田崇司、高橋淳、井元雅也、大瀬浩二、児玉健太郎、井上翔太、窪田亮史、一宮愛、Andrew Kirkham、Kazumi kirkham
- 製作：Third Window Films、Libertas、MOVE
- 制作：NAC
- 宣伝：フリーストーン